# Nikolái Sviridov
Nikolay Sviridov (Staraya Veduga, Óblast de Vorónezh, República Socialista Federativa Soviética de Rusia, Unión Soviética, 6 de junio de 1938-14 de junio de 2023) fue un atleta soviético especializado en la prueba de 10000 m, en la que consiguió ser medallista de bronce europeo en 1969.

## Carrera deportiva
En el Campeonato Europeo de Atletismo de 1969 ganó la medalla de bronce en los 10000 metros, corriéndolos en un tiempo de 28:45.8 segundos, llegando a meta tras el alemán Jürgen Haase y el británico Michael Tagg (plata).